# Список островів Албанії
Це список островів в Албанії, впорядкованих за площею поверхні.

## Список островів
| № | Назва    | Зображення | Площа (км2) | Опис |
| - | -------- | ---------- | ----------- | --- |
| 1 | Сазані   |            | 5.7         | Сазані — найбільший острів в Албанії , стратегічно розташований між протокою Отранто та гирлом затоки Вльора , неподалік від північного краю півострова Карабурун , утворюючи лінію кордону між Адріатичним та Іонічним морями. Його довжина 4,8 км (3,0 милі), ширина 2,7 км (1,7 милі) і загальна площа поверхні 5,7 км 2 (2,2 кв. милі). Завдяки своїм кліматичним, гідрологічним та геологічним умовам острів характеризується унікальною рослинністю та біорізноманіттям.                                                      |
| 2 | Куне     |            | 1.4         | Меркхан, більш відомий як острів Куне, запозичений від назви лагуни, де він знаходиться, лежить у дельті річки Дрін , поблизу Леже , на північному узбережжі Албанії. Його площа становить 1,4 квадратних кілометра (0,5 квадратних миль) і відрізняється унікальним і різноманітним біорізноманіттям, включаючи такі рослини, як невеликі середземноморські чагарники до ясенів і вербових лісів. Тваринний світ також багатий; з приблизно 70 видами птахів , 22 видами рептилій , 6 видами земноводних і 23 видами ссавців .     |
| 3 | Мальсорі |            | 0.4         | Острів площею 40 га (99 акрів) на річці Буна , поблизу міста Шкодер , північна Албанія. Албанською мовою його назву Малесор можна перекласти як «Горець», тому острів Малесорі означає «Острів горця» . Навколо острова розташовано кілька сіл; найближче з них — Даррагджат, і знаходиться менше ніж за 5 кілометрів (3,1 милі) від Шкодерського озера , одного з найбільших озер у Південній Європі . |
| 4 | Звернець |            | 0.1         | Острови Звернець складаються з двох островів загальною площею 10 гектарів (25 акрів), більшого острова Звернець 8,7 гектарів (21 акрів) і малого острова Звернець 1,3 гектарів (3,2 акрів). Вони розташовані в лагуні Нарта на півдні Албанії. Лісистий острів характеризується сосновими деревами та з’єднується з материком мостом довжиною 207 метрів. Він має довжину 430 м і ширину 300 м. Звернец також є головною туристичною визначною пам'яткою південної Албанії, де добре збережений візантійський монастир 13 століття. |
| 5 | Шурдха   |            | 0.75        | Шурдха або, як згадується його середньовічна назва Sarda, розташований у водосховищі Vau i Dejës, осушеному річкою Дрін на півночі Албанії, і має площу 7,5 гектарів (19 акрів). На території острова можна знайти руїни давньоримського замку . Сьогодні збереглися лише руїни середньовічної церкви. |

## Дивись також
- Острів Франца Йозифа[en]
- Заповідні території Албанії[en]
- Географія Албанії
- Біорізноманіття Албанії
- Клімат Албанії